# چرتکه

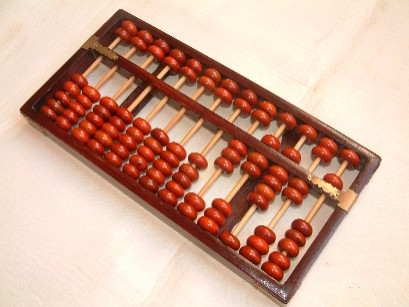
سوانپان - چرتکه چینی

چُرتکِه ابزاری برای انجام محاسباتی مانند چهار عمل اصلی و ریشه دوم در خاور نزدیک باستان، اروپا و دودمان سونگ به کار می‌رفت. علی‌رغم قدیمی بودن، هنوز در سراسر جهان از آن بیشتر در محاسبات ذهنی استفاده می‌شود.
این وسیله آموزشی برای افرادی که مشکل بینایی دارند و همچنین برای هر کسی که می‌خواهد اصول محاسبات را بیاموزد مفید است. امروزه با پی بردن به نقش چرتکه در آموزش محاسبات به کودکان و حتی نوجوانان، و محاسبه ذهنی آنان، آموزش چرتکه گسترش چشمگیر یافته‌است. هر چندین سال مسابقات جهانی برای کودکان برای مسابقات محاسبه با چرتکه برگزار می‌شود.

## ریشه‌شناسی
چرتکه وام‌واژه‌ای از زبان روسی در زبان فارسی است. تلفظ واژهٔ چرتکه در زبان روسی چرتکه، سچُتی، چوتی یا شوتی نام دارد. چرتکه در زبان روسی به معنای «تسبیح» می‌باشد.

## تاریخ
تاریخ دقیق ریشه چرتکه مشخص نیست. چرتکه اولین رایانهٔ شناخته شده و پیشرفته‌ترین سامانه محاسباتی شناخته شده تا ۲۰۰۰ سال پیش است. حدود ۲۳۰۰ الی ۲۷۰۰ سال قبل از میلاد مسیح اولین چرتکه توسط تمدن‌های خاور نزدیک باستان و چین مورد استفاده قرار گرفته‌است. در طول امپراتوری هخامنشی، در حدود ۶۰۰ سال قبل از میلاد مسیح، ایرانیان اولین بار شروع به استفاده از چرتکه کرده‌اند. در امپراطوری اشکانیان و ساسانیان، پژوهشگران متمرکز بر تبادل دانش و اختراعات با کشورهای دیگر از جمله هند، چین و امپراطوری روم، اقدام نمودند.
خاروبارفروشان بسیاری در مناطق دور از شهر، هنوز از این ابزار برای محاسبه استفاده می‌کنند.

### بابل
بر اساس باور قدیمی دانشمندان بابلی، مانند "Carruccio" چرتکه را برای عملیات جمع و تفریق و محاسبات پیچیده مورد استفاده قرار می‌دادند. چرتکه‌های بابلی در اصل خطوطی روی خاک بودند.

### رومی
چرتکه هنوز هم در در کشورهای غربی مورد استفاده قرار می‌گیرد. رومیان گاهی از سنگ برای محاسبه استفاده می‌کردند و این روش را "Calculi" می‌نامیدند. واژهٔ کنکونی "Calculator" به معنای «ماشین حساب» نیز از این واژه گرفته شده‌است.

### سوانپان
چرتکه ای که در چین باستان مورد استفاده قرار می‌گرفته، از سیستم ۲–۵ استفاده کرده‌است، یعنی دو مهره در عرشه فوقانی چرتکه و پنج مهره در پائین محور قرار گرفته‌است که با حرکت آنها می‌توانستند محاسبات با چرتکه را انجام دهند. بیشتر هر جا چرتکه در چین باستان مورد استفاده قرار می‌گرفت و هم‌اکنون چین مراسم‌های بزرگی برای محاسبات ذهنی با چرتکه برگزار می‌کند.

### سوروبان
بعدها در سال ۱۹۳۰ سوانپان به کشور ژاپن و کره معرفی گردید که ژاپنی‌ها با ابداع و اصلاح چرتکه چینی، چرتکه ای با سیستم ۱–۴ ابداع کردند که به نام سوروبان شناخته شد که از ۴ مهره در پائین محور و ۱ مهره در بالای محور استفاده می‌شد. چرتکه سوروبان به دلیل فرمول‌های جذابی که در آموزش محاسبات عددی ریاضی دارد بسیار محبوب بوده و علاوه بر شرق آسیا و در زادگاه خود امروزه در بسیاری از کشورهای جهان به کودکان روش استفاده از آن را آموزش می‌دهند.

## سازوکار
چرتکه از قابی تشکیل شده‌است که دارای سیم‌هایی موازی با یکدیگر است و مهره‌هایی بر روی این سیم‌ها حرکت می‌کنند. هر یک از این سیم‌ها تعدادی مهره را نگه می‌دارند که با حرکت مهره‌ها در جهت بالا و پایین میله رقم‌هایی محاسبه می‌گردد. نخستین ستون سمت راست، ستون یکان‌ها است وستون بعدی که در سمت چپ آن قرار می‌گیرد ستون دهگان‌هاست و به همین ترتیب ستون‌ها ادامه می‌یابند.

## کاربرد برای چهار عمل اصلی

جمع در چرتکه

از سمت راست ارقام اولین عدد مورد نظر را وارد می‌کنیم به این صورت که به ازای هر رقم، همان تعداد از مهره‌های یکان، دهگان، صدگان و… را پایین می‌آوریم. سپس، برای وارد کردن عدد بعدی به همان ترتیب، به ازای هر رقم تعدادی از مهره‌ها را پایین می‌آوریم ولی اگر تعداد مهره‌های مورد نیاز برای پایین آوردن کافی نبود، مابازای ۱۰ را نگه داشته و فقط یک مهره به مهره‌های سمت چپ آن اضافه می‌کنیم.

### اعداد منفی و اعشاری
چرتکه و محسابه ذهنی تنها شامل اعداد طبیعی نیست بلکه شامل اعداد منفی و اعشاری نیز می‌باشد.

## چرتکه ذهنی

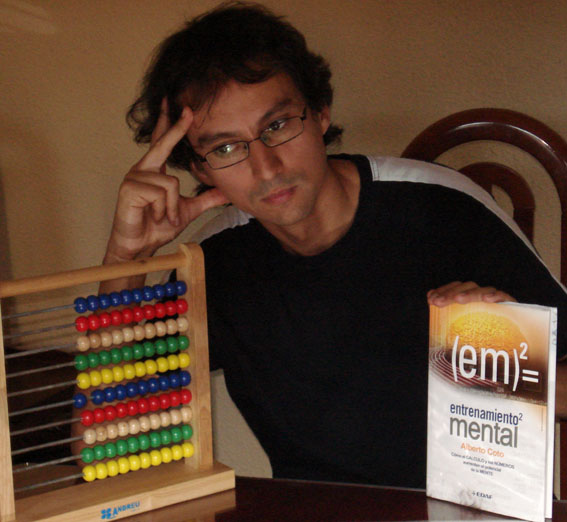
آلبرتو کوتو گارسیا نویسنده محاسبات ذهنی

محاسبه ذهنی با چرتکه را چرتکه ذهنی (به انگلیسی: Mental abacus) می‌گویند. درگذشته برای استفاده از چرتکه، تنها از یک دست کمک گرفته می‌شد؛ اما آموزش ذهنی، برای جابجایی مهره‌ها از دو دست برای به حرکت درآوردن مهره‌ها و محاسبه ریاضی استفاده می‌شود. آموزش چرتکه توسط هر دو دست باعث می‌شود که پیام‌های دست چپ و راست به مغز منجر به توسعه همه‌جانبه و کل مغز گردد. بر خلاف آموزش سنتی در ریاضی که تنها استفاده از نیم کره چپ مغز به‌کارگیری می‌شد، تصور چرتکه توسط کودکان باعث به کار افتادن نیم کره راست مغز به واسطه تصور چرتکه خواهد شد که در عین حال با استفاده از منطق نیم کره چپ و جابجائی مهره چرتکه‌ها بصورت مجازی و با استفاده از نیم کره راست و ترکیب این دو باعث توسعه و افزایش عملکرد نیم کره‌های راست و چپ مغز خواهد شد.
در مرحله اولیه به کودکان یاد داده می‌شود که از چرتکه فیزیکی استفاده می‌کنند. به تدریج آنها شروع به تصور کردن مهره‌های چرتکه در مغزشان می‌کنند و رفته رفته با نزدیک شدن به پایان برنامه، قدرت حافظه آنها به اندازه ای قوی می‌شود که بتوانند همه محاسبات را ذهنی انجام دهند. از آنجایی که از تمرکز و تخیل کودکان کمک گرفته می‌شود، نوعی ورزش اعصاب محسوب می‌شود. همچنین سرعت عمل پاسخگویی را افزایش می‌دهد.

### حرکت دو دست
با حرکت مهره توسط دست چپ و راست، منجر به توسعه همه‌جانبه ذهن از طریق ارسال پیام‌های دست چپ و راست به نیمکره‌های چپ و راست مغز می‌شود. با توجه به تمرین مداوم شنوایی، محاسبه و نوشتن، بینایی، شنوایی، حس لامسه و دیگر اندام‌های حسی برای ترویج توسعه مغز را به همکاری وامی‌دارند. این فرایند، منجر به کارکرد قوه بصری، شنوایی، لمسی و اندام‌های حسی می‌گردد، سپس قدرت حافظه افزایش می‌یابد. نیمکره مغز هر دو سمت چپ و راست عمل می‌کند و انتقال اطلاعات متقابل صورت می‌گیرد. می‌گردد. و هم چنین باعث ورزش اعصاب، آموزش سرعت، پاسخ، گوش دادن و محاسبه کردن می‌شود.
از طریق تشویق کودک به استفاده از تصاویر به عنوان تجزیه و تحلیل اساسی، مغز نه تنها سرعت در تجزیه و تحلیل را افزایش می‌دهد بلکه درجه سختی را نیز کاهش می‌دهد. علاوه بر این، هنگامی که آنها این اطلاعات را انتزاعی می‌بینند تمایل به یادآوری اطلاعات بصری را به راحتی و برای انجام تجزیه و تحلیل مجسم منظم کارآمد را دارند.

## مسابقات

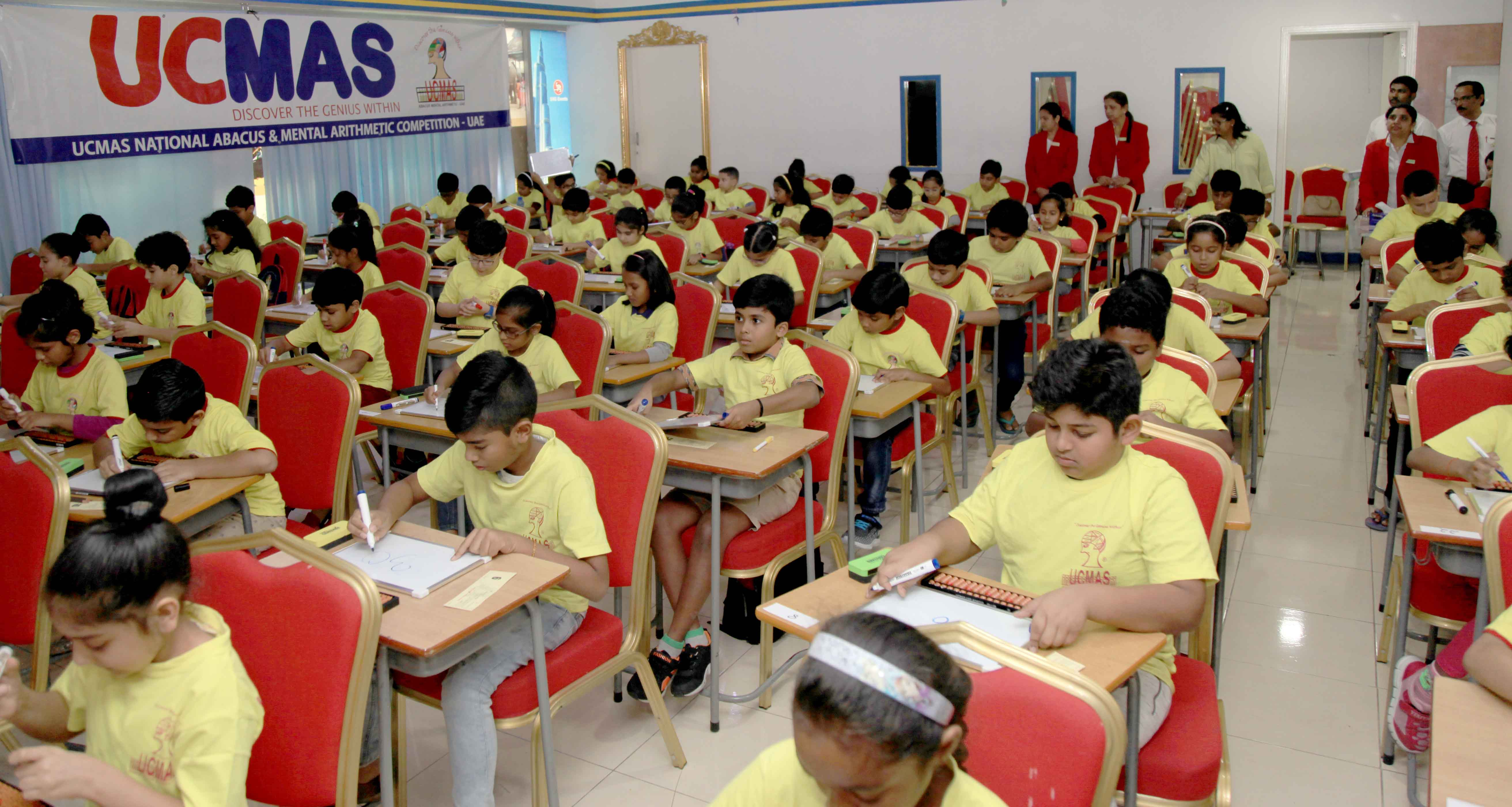
مسابقه محاسبه ذهنی چرتکه میان کودکان

استفاده از چرتکه، نه‌تنها نیمکره چپ مغز کودک را به کار می‌گیرد، بلکه به بهبود حافظه و رشد توانایی‌های مغز وی کمک می‌کند. بدین ترتیب هر چندساله مسابقات فراوانی برای انجام محاسبات ذهنی با چرتکه در کشورهای گوناگون برگزار می‌شود. برنامه حساب ذهنی نیاز واقعی و انواع شیوه‌های آموزش را تطبیق می‌دهد که با هدف بالا بردن علاقه کودکان به یادگیری در طول دوره پایه تحصیل و سن کودکی است.

## نگارخانه

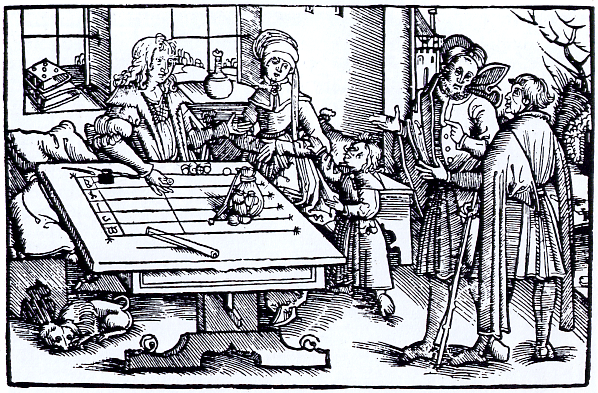
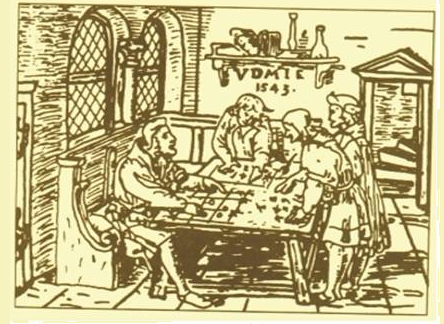
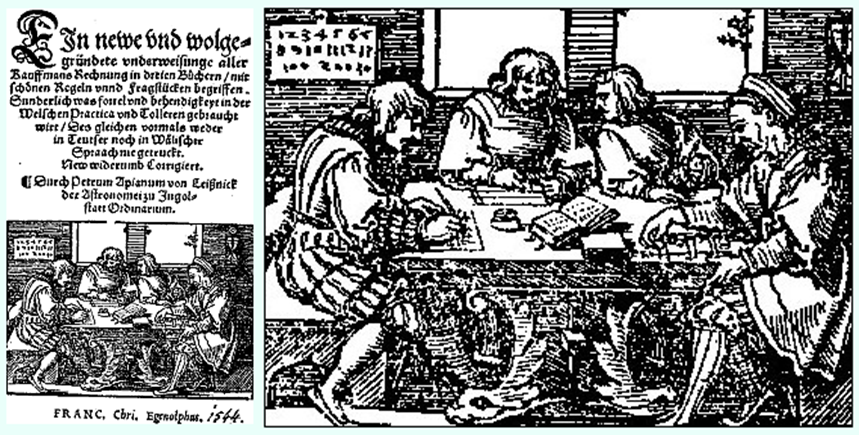
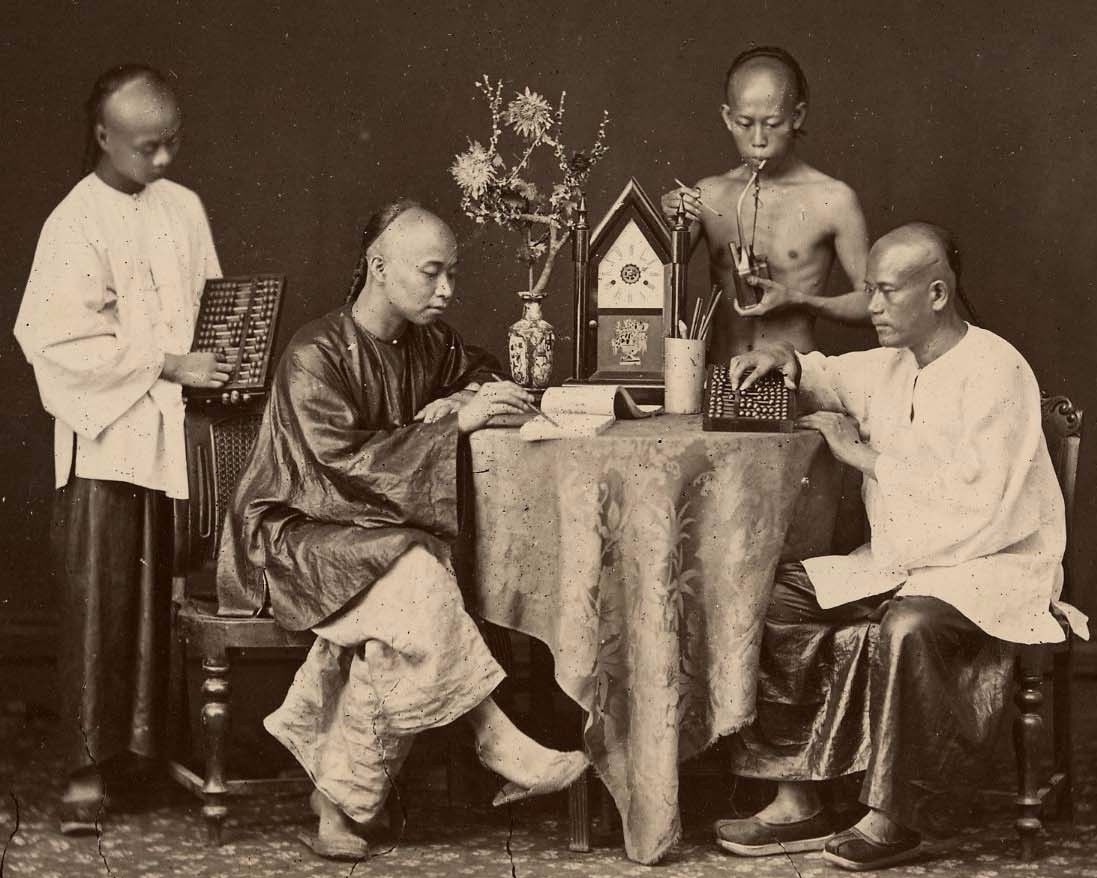
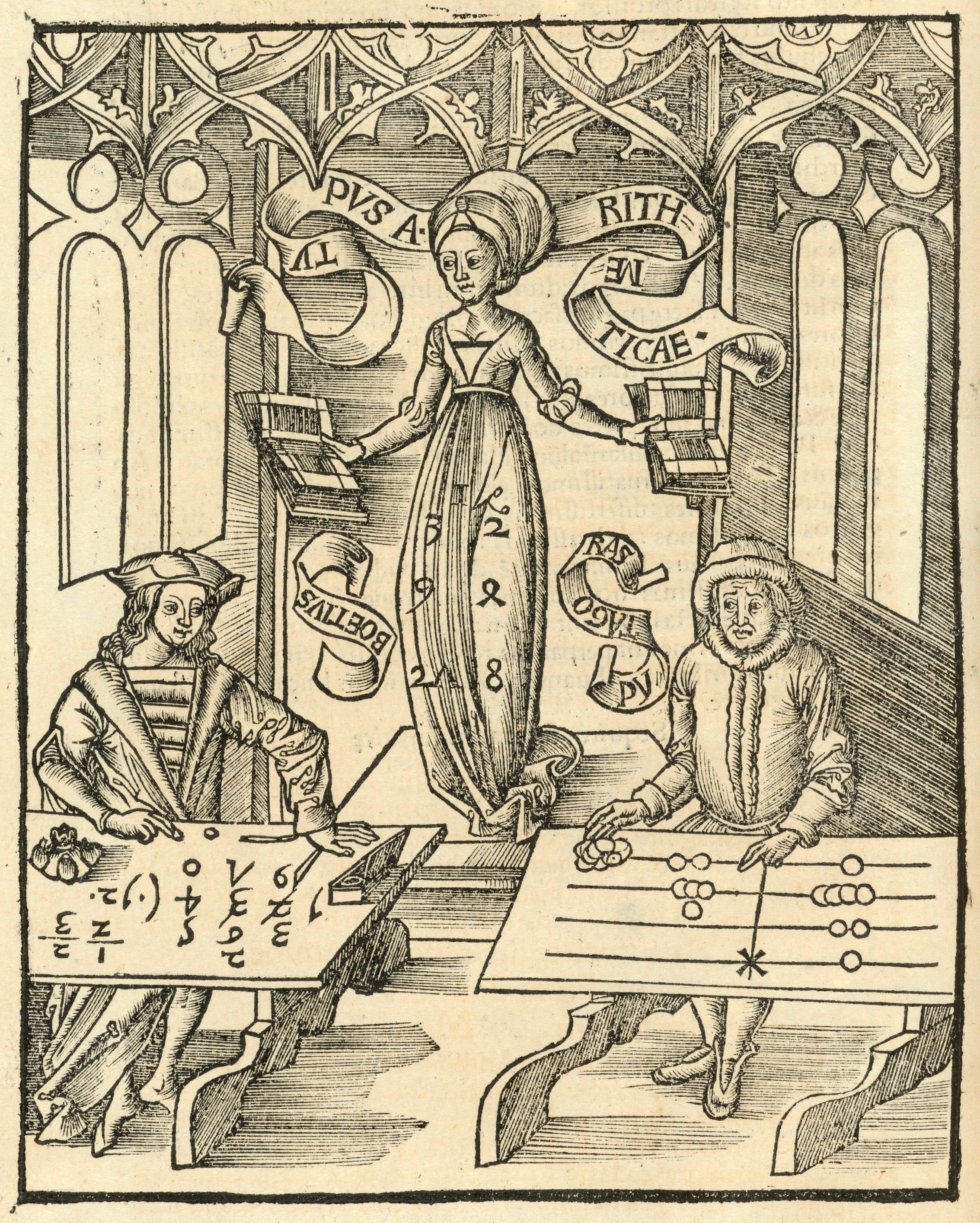
میز محاسبه توسط Gregor Reisch.رقابتی میان دونفر در جبر و محاسبات در اروپا
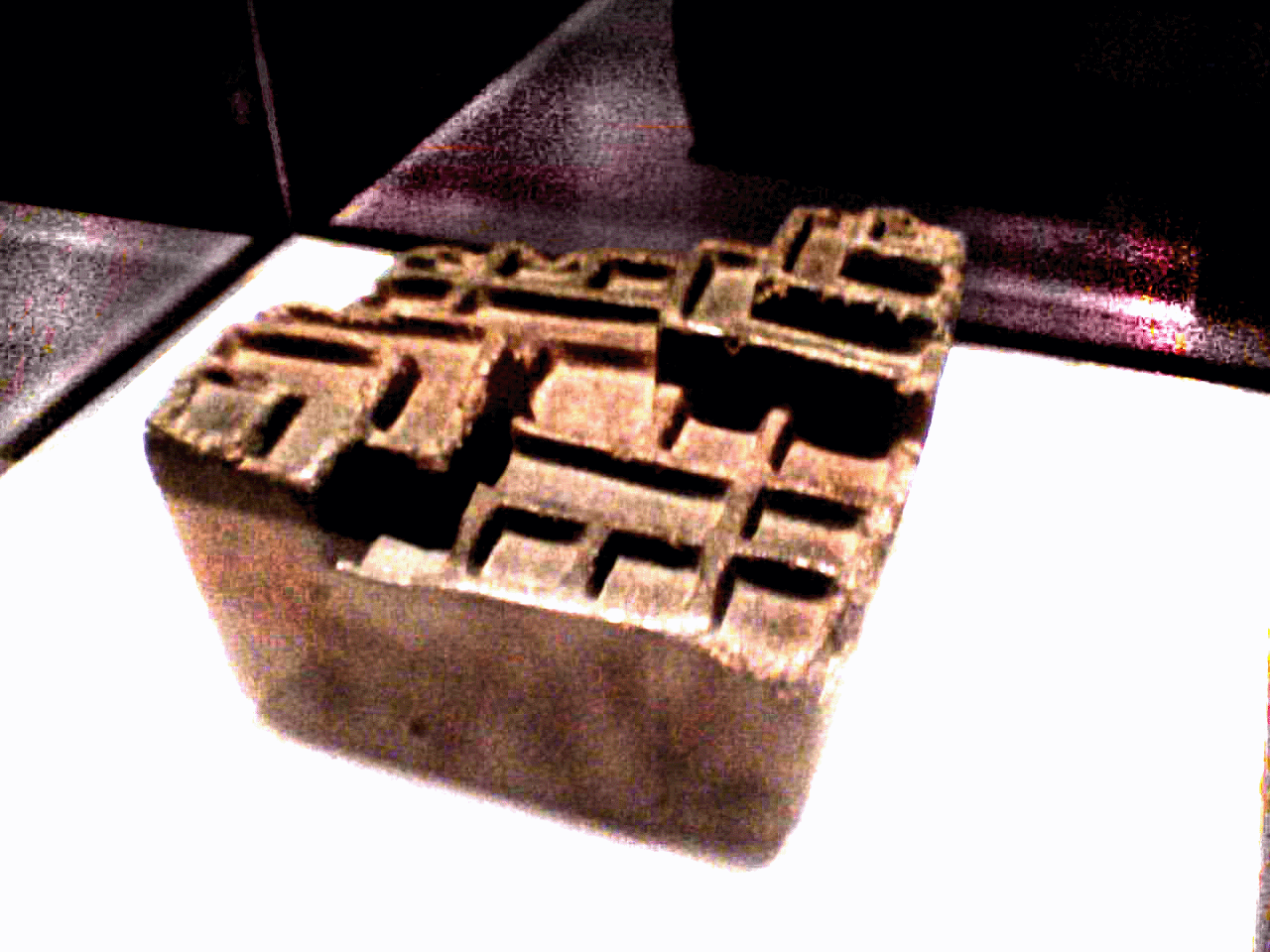
یوپانا (Yupana)، نوعی چرتکه در زمان امپراتوری اینکا
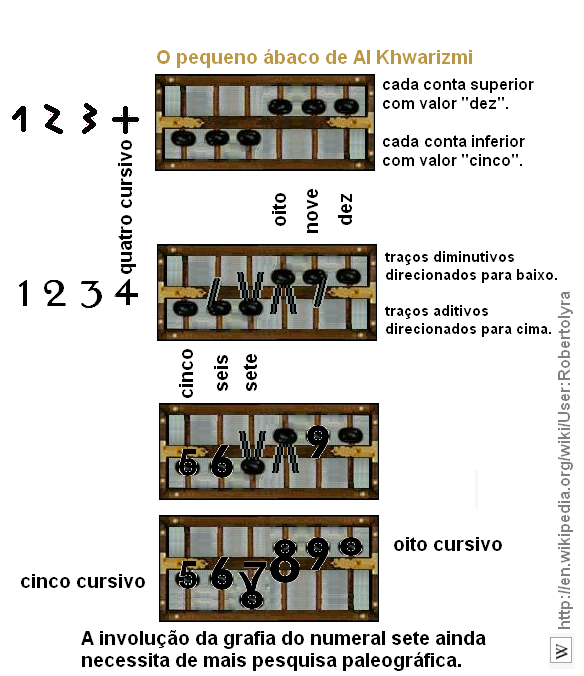
مرتب‌سازی مهره‌ای در چرتکه